# 中山植物園
中山植物園（ちゅうざんしょくぶつえん）は中華人民共和国江蘇省南京市玄武区の紫金山の麓に位置しており、世界遺産の明孝陵の西隣に位置する。旧称は中山先生紀念植物園、孫文（孫中山）を記念して1929年に建てられた国立植物園であり中国科学院に属している。植物園の広さは186万平方メートルを占め、9つの区域に分けられ、国内外2000種類あまりの植物が収集されている。中国四大植物園之一、金陵四十八景之一にも数えられ毎年国内外から30万人の観光客が訪れる。

## 交通アクセス
- 南京駅近くのバス停「南京車站」で游3の公共汽車に乗車し「植物園」で下車、徒歩5分。